# Tarida

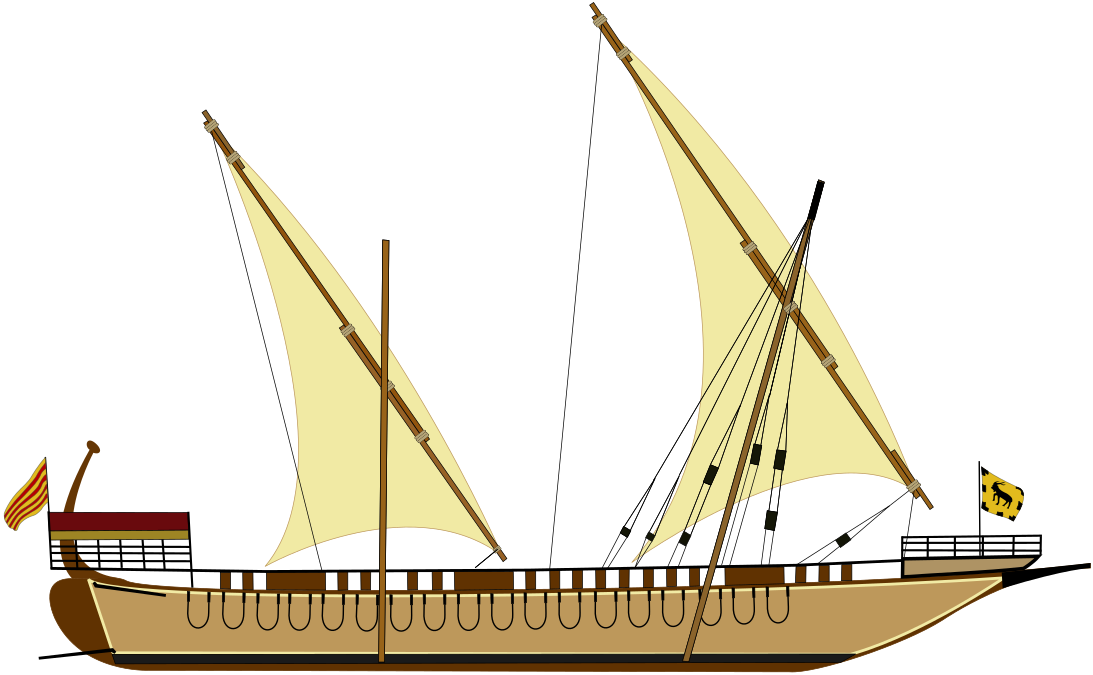
Vista lateral de una tarida.

La tarida era una embarcación de vela latina y de gran tamaño, usada en el Mediterráneo en la Edad Media para el transporte de tropa y mercancías. Aunque hay gran diversidad de opiniones acerca de su forma y tamaño, se estima que su eslora superaba los 100 pies, aunque no alcanzara el tamaño de las galeras. Relativamente a su manga náutica, llevaba dos palos con gavias; dos timones a popa, uno a cada banda. A veces, en un principio, era barco de remos y se llamaba entonces galea-tárida.